# Падающий иней
«Падающий иней» — советский фильм 1969 года режиссёра Виктора Ивченко по одноимённой повести Константина Кудиевского.
По словам киноведа Михаила Трофименкова это «самый итальянский советский фильм», первый получившийся фильм в жанре «советский неореализм»:

…И когда в «Инее» Мышкова «включает итальянку» на полную мощность, Джина Лоллобриджида и Софи Лорен кажутся серыми мышками…

## Сюжет
На контрабандистском судне тяжело заболевает моряк Ганс, и команда высаживает его на одном из островов в Средиземном море. Его находит рыбачка Сильвана и выхаживает его. Поправляясь Ганс помогает Сильване выходить в море на промысел. Они сходятся. В рыбацкой деревушке Ганса принимают, считая его немцем. А он не помнит своего прошлого. Но однажды ночью Сильвана слышит, как её новый друг бормочет во сне на непонятном языке… Ганс тоже обеспокоен, что говорит не понимая что. Как-то его, бормочущего какие-то памятные слова, слышит русский эмигрант и понимает его речь: Ганс говорит по-русски. Узнает об этом, Ганс начинает вспоминать кто он… и хотя ему очень хочется остаться с Сильваной, но он уезжает, решив вернуться на родину в Россию.

## В ролях
- Нинель Мышкова — Сильвана
- Степан Олексенко — Ганс
- Пётр Вескляров — Костас, хозяин
- Мария Урская — София, дочка хозяина
- Юра Бибиков — сын рыбачки
- Штефан Буликану — рыбак
- Алексей Горюшин — Яков, русский мойщик посуды
- Валерий Квитка — русский композитор-эмигрант
- Яков Козлов — продавец
- Вадим Вильский — инвалид
- Владимир Максименко — капитан
- Вилорий Пащенко — матрос
- Николай Пишванов — эпизод
- Иван Бондарь — эпизод
- и другие

## Литературная основа
Фильм снят по одноимённой повести Константина Кудиевского написанной в 1966 году, вначале отрывок был опубликован в газете «Правда Украины», затем опубликована в журнале «Радуга».
Повесть получила высокую оценку критики, так Н. Е. Крутикова писала, что в повести традиционная сюжетная схема получает новую психологическую наполненность.

## О фильме
Фильм был резко раскритикован, журнал «Искусство кино» писал, что после «Гадюки» фильмы режиссёра, в том числе «Падающий иней», были «заметными шагами назад»:

«Падающий иней» — серьёзное поражение, принципиальная неудача, обусловленная отсутствием высокой творческой требовательности стороны авторов. Сценарист К. Кудиевский как-то издалека и трафаретно взглянул на Италию, на историю двух любящих людей, В. Ивченко не сумел преодолеть заложенную в сценарии надуманность.
И такая критика в то время объяснима: как заметил в 2016 году киновед Михаил Трофименков, включивший фильм в свой проект «История русского кино в 50 фильмах», этот фильм был снят на волне «итальянского неореализма», который, по мнению советских кинематографистов 1960-х, должен был быть близок социалистическому реализму:

«Падающий иней» — из ряда вон. Условный остров населен условными рыбаками. Моряка Ганса (Степан Олексенко), лишившегося документов и памяти, злой капитан высадил прямиком в хижину и постель экспансивной соломенной вдовы Сильваны (Мышкова). Идиллия продлится до крика горячечного Ганса на неведомом рыбакам языке «Ратуйте, баба Настя!»: вся деревня, обрадовавшись, что у этого перекати-поля обнаружилась родина, скинется ему на дорогу в СССР. Сплошной, господи помилуй, Джанни Родари. Даже синьор Помидор в наличии: мироед-коллаборационист Костас. Прелесть фильма — именно в его притворности. Чистая игра, каприз, интермедия. … Единственное, что есть настоящего в фильме,— это любовь. 